# Wincenty Maxylewicz
Wincenty Maxylewicz (* um 1685; † 24. Januar 1745 in Krakau) war ein polnischer Komponist und Dirigent.
Maxylewicz erhielt seine musikalische Ausbildung im Jesuiteninternat von Krakau. Von 1719 bis 1729 leitete er den Chor der Kirche auf dem Hellen Berg in Częstochowa. Er war dann Sänger und ab 1739 Kapellmeister am Dom von Krakau.
Das einzige erhaltene Werk, das mit Sicherheit von ihm stammt, ist die A-cappella-Motette Gloria tibi trinitas. Ihm werden noch zwei weitere unsignierte Motetten zugeschrieben, die ebenfalls in Krakau aufbewahrt werden. Eine Missa Triumphalis wird in den Quellen erwähnt, ist aber verschollen.